# Un biglietto della lotteria
Un biglietto della lotteria (Un billet de loterie, 1886) è un romanzo di Jules Verne. La storia è ambientata in Norvegia.

## Trama
La storia è imperniata sulle strane vicissitudini della famiglia Hansen, che riceve un biglietto della lotteria nientemeno che in un messaggio in bottiglia, dal naufrago fidanzato della bella e giovane Hulda. A causa delle romanzesche circostanze del ritrovamento, detto biglietto viene considerato dal pubblico quello vincente per la grande lotteria nazionale. La famiglia subirà pressioni e ricatti, il biglietto le verrà portato via da un antipatico usuraio, ma troverà anche un grande amico, fino al grande, grandissimo lieto fine.